# Zsuzsanna Szőcs
Zsuzsanna Szőcs (* 10. April 1962 in Budapest) ist eine ehemalige ungarische Fechterin.

## Erfolge
Zsuzsanna Szőcs wurde 1987 in Lausanne mit der Florett-Mannschaft sowie 1991 in Budapest und 1992 in Havanna mit der Degen-Mannschaft Weltmeisterin. Zwischen 1979 und 1990 gewann sie bei Weltmeisterschaften mit der Florett-Mannschaft zudem vier Silbermedaillen und eine Bronzemedaille. 1991 wurde sie in Wien Europameisterin mit der Degen-Mannschaft und erfocht den Vizetitel im Degen-Einzel. Szőcs nahm an zwei Olympischen Spielen teil: 1980 in Moskau belegte sie mit Gertrúd Stefanek, Edit Kovács, Ildikó Schwarczenberger und Magda Maros den dritten Rang. Bei den Olympischen Spielen 1988 in Seoul erreichte sie mit der ungarischen Equipe ungeschlagen das Halbfinale, in dem sie Italien mit 3:9 unterlagen. Das Gefecht um den dritten Platz gewann die Mannschaft im Anschluss gegen die Sowjetunion mit 9:2, sodass Szőcs gemeinsam mit Katalin Tuschák, Edit Kovács, Gertrúd Stefanek und Zsuzsanna Jánosi erneut die Bronzemedaille erhielt.